# Cikalove, Kobeleakî
Cikalove (în ucraineană Чкалове) este un sat în comuna Pidhora din raionul Kobeleakî, regiunea Poltava, Ucraina.

## Demografie
Componența lingvistică a localității Cikalove
     Ucraineană (99,47%)
     Alte limbi (0,53%)
Conform recensământului din 2001, majoritatea populației localității Cikalove era vorbitoare de ucraineană (99,47%), existând în minoritate și vorbitori de alte limbi.